# Encruphion porrima
Encruphion porrima là một loài bướm đêm trong họ Erebidae.